# Křečkov
Křečkov település Csehországban, a Nymburki járásban. Křečkov Kouty, Pátek, Poděbrady és Budiměřice településekkel határos. Lakosainak száma 443 fő (2024. január 1.).

## Népesség
A település lakosságának változását az alábbi diagram mutatja:
| Lakosok száma | 301  | 435  | 502  | 473  | 373  | 347  | 361  | 387  | 427  | 443  |
|               | 1869 | 1900 | 1921 | 1961 | 1980 | 2011 | 2016 | 2019 | 2021 | 2024 |